# Sedrick Van Pran-Granger
Sedrick Van Pran-Granger (New Orleans, 23 ottobre 2001) è un giocatore di football americano statunitense che milita nel ruolo di centro per i Buffalo Bills della National Football League (NFL).

## Carriera universitaria
Dopo avere trascorso la sua prima stagione a Georgia nel 2020 come riserva, Van Pran-Granger partì come centro titolare in tutte le 15 partite nel 2021. A fine anno i Bulldogs batterono Alabama nella finale del campionato nazionale. Nel 2022 rimase titolare e Georgia bissò il titolo di campione nazionale. Nel 2023 fu inserito nella formazione ideale della Southeastern Conference (SEC).

## Carriera professionistica

### Buffalo Bills
Van Pran-Granger fu scelto nel corso del quinto giro (141º assoluto) del Draft NFL 2024 dai Buffalo Bills.